# Jenna Martin
Jenna Martin, född 31 mars 1988, är en friidrottare från Kanada. Hon deltog vid olympiska sommarspelen 2012.